# Wulfila gracilipes
Wulfila gracilipes är en spindelart som först beskrevs av Banks 1903.  Wulfila gracilipes ingår i släktet Wulfila och familjen spökspindlar. Inga underarter finns listade i Catalogue of Life.